# Ulrich Sarcinelli

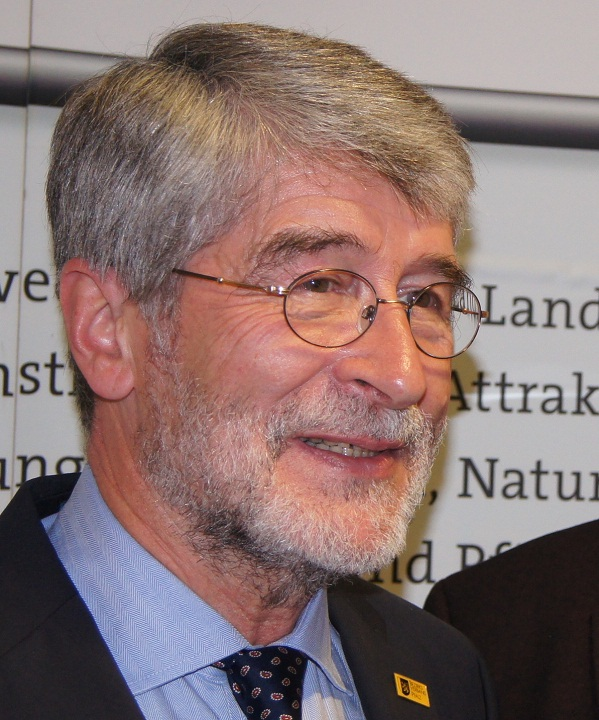
Ulrich Sarcinelli (2015)

Ulrich Sarcinelli (* 10. Oktober 1946 in Deidesheim) ist ein deutscher Politikwissenschaftler. Er war bis zu seiner Pensionierung 2013 Vize-Präsident und Professor an der Universität Koblenz-Landau.

## Leben
Sarcinelli absolvierte zunächst ein Lehramtsstudium und arbeitete von 1971 bis 1975 im Schuldienst des Landes Rheinland-Pfalz. Anschließend wurde er von 1975 bis 1980 Wissenschaftlicher Mitarbeiter an der Erziehungswissenschaftlichen Hochschule Rheinland-Pfalz (EWH), Abteilung Koblenz und studierte parallel zur Berufstätigkeit in Koblenz an der Universität Mainz Politikwissenschaft, Rechtswissenschaft, Soziologie und Pädagogik. Nach dem Abschluss 1977 als Magister Artium (M. A.) wurde er an der Universität Mainz 1979 zum Dr. phil. promoviert. Von 1980 bis 1984 war er Hochschulassistent am Lehrstuhl des Parteienforschers Heino Kaack. Bei ihm habilitierte er sich auch 1984 an der Universität Koblenz-Landau, Campus Koblenz über „Symbolische Politik“. Von 1985 bis 1988 war er an dessen Lehrstuhl Akademischer Oberrat.
Von 1988 bis 1995 folgte Sarcinelli dem Ruf auf eine Professur für Politikwissenschaft an die Pädagogische Hochschule Kiel, die schließlich in die Universität Kiel integriert wurde. Rufe auf C4-Professuren an die Universität Potsdam und an die Pädagogische Hochschule Schwäbisch Gmünd lehnte er ab. Zum Wintersemester 1995/96 übernahm er eine ordentliche Professur für Politikwissenschaft an der Universität Koblenz-Landau, Campus Landau.
2002 war Sarcinelli für die Wahrnehmung einer Gastprofessur am Institut für Publizistikwissenschaft und Medienforschung (IPMZ) der Universität Zürich beurlaubt. 2009 wurde er zum Vizepräsidenten der Universität Koblenz-Landau gewählt mit der Zuständigkeit für Forschung. Das Amt nahm er bis zum Ende seiner universitären Dienstzeit 2013 wahr. Er leitete das Frank-Loeb-Institut Landau an der Universität von dessen Gründung an bis zum Jahre 2013.
Seit Ende 2013 ist Sarcinelli Vorsitzender des Trägervereins der Friedensakademie Rheinland-Pfalz e.V. und hat maßgeblich den Aufbau der „Friedensakademie Rheinland-Pfalz – Akademie für Krisenprävention und zivile Konfliktbearbeitung“ als besondere wissenschaftliche Einrichtung an der Universität Koblenz-Landau betrieben.
Sarcinelli war von 2003 bis 2016 Vorsitzender des Kuratoriums der Evangelischen Akademie der Pfalz und ist Mitglied der Landessynode der Evangelischen Kirche der Pfalz. Er ist Mitglied im Auswahlausschuss für Stipendien der Friedrich-Naumann-Stiftung für die Freiheit.

## Auszeichnungen
Sarcinelli erhielt im Jahr 2010 die Auszeichnung „Goldene Zeile“ des Bezirksverbands Pfalz des Deutschen Journalisten-Verbandes. 2013 wurde ihm in Würdigung seines wissenschaftlichen und gesellschaftlichen Engagements die Ehrenplakette der Stadt Landau überreicht und 2016 der Verdienstorden des Landes Rheinland-Pfalz verliehen. Im Jahr 2019 erhielt er den Bernhard-Sutor-Preis für besondere Verdienste um die Politische Bildung in Rheinland-Pfalz.

## Forschungsschwerpunkte
Sarcinellis Forschungsschwerpunkte sind Politikvermittlung und politische Kommunikation, das politische System Deutschlands, Parteien und politische Kultur, Landespolitik sowie Verfassungs- und Demokratietheorie.